# آرثر ييتس
آرثر ييتس (بالإنجليزية: Arthur Yates)‏ هو  أسترالي، ولد في 10 مايو 1861، وتوفي في 30 يوليو 1926.